# Puerto Huarmey (sitio arqueológico)
Puerto Huarmey es un sitio arqueológico correspondiente con un centro administrativo incaico. Yace en un área pantanosa colindante con la población peruana de Puerto Huarmey. Fue el mayor y principal centro incaico en el valle de Huarmey. Se observan tramos de la red vial inca conocida como Qhapaq Ñan. Ostenta restos de grandes estructuras piramidales, calles, plazas y recintos.  A pesar de su considerable magnitud, ha recibido atención arqueológica prácticamente nula. Por ende, es muy poco conocido en los círculos académicos y aún menos por las personas corrientes, sean turistas, exploradores o habitantes de la zona. 
En Puerto Huarmey presuntamente se encontraron tres momias las cuales fueron transportadas al Museo Regional de Casma "Max Uhle".
A cuatro kilómetros del puerto, en la ciudad de Huarmey, se encuentra el sitio arqueológico wari denominado el Castillo de Huarmey.